# Jacques Germeaux
Jacques Germaux, né le 11 mai 1956 à Genk est un homme politique belge flamand, membre de OpenVLD.
Il est docteur en médecine, chirurgie et accouchements (VUB); médecin généraliste.

## Carrière politique
- 1995-2006 : conseiller communal à Genk
- 2001-2003 : membre de la Chambre des représentants
- 2003-2006 : sénateur coopté
- 2006-2007 : membre de la Chambre des représentants, remplaçant Patrick Dewael, ministre